# 1666 en littérature
| Années de la littérature : 1663 - 1664 - 1665 - 1666 - 1667 - 1668 - 1669    |
| Décennies de la littérature : 1630 - 1640 - 1650 - 1660 - 1670 - 1680 - 1690 |

Cet article présente les faits marquants de l'année 1666 en littérature.

## Événements
- Sous l’impulsion de Colbert, la « librairie royale » quitte la rue de la Harpe pour deux immeubles situés à côté de son hôtel rue Vivienne,  « les maisons au bout de ses jardins ». Elle compte alors 6 000 manuscrits et 20 000 livres imprimés[1].
- L'orfèvre  Antonio Magliabechi devient bibliothécaire du grand-duc de Toscane Cosme III de Médicis[2].

## Parutions
- 21 janvier : achevé d'imprimer du recueil de Jean de La Fontaine, Deuxiesme partie des Contes et nouvelles en vers, vol. 2, Paris, Louis Billaine ou Claude Barbin, 1666 (présentation en ligne)[3].
- 6 mars : Claude Barbin obtient un privilège pour publier les Satires I à VII de Boileau, qu'il partage avec Louis Billaine, Denys Thierry et Frédéric Léonard. Une édition augmentée de deux autres satires parait en 1668[4]. Boileau compose douze satires au cours de sa vie.
- 8 octobre : privilège du roi accordé à l’ouvrage d'André Félibien, Entretiens sur les vies et les ouvrages des plus excellents peintres anciens et modernes, vol. 1, Paris, Pierre Le Petit, 1666 (présentation en ligne), cinq volumes publiés de 1666 à 1688.
- 5 novembre :  achevé d'imprimer de l’œuvre d’Antoine Furetière, Le Roman bourgeois : ouvrage comique, Paris, Claude Barbin, 1666 (présentation en ligne) (privilège du 13 mars 1666).

- Première édition à Londres de The Description of a New World, Called The Blazing World, fiction en prose de Margaret Cavendish[5]